# Обертальне буріння

Рис. 1.

Обертальне буріння (рос. бурение вращательное, англ. rotary drilling, нім. Drehbohren, Rotary-bohren) — спосіб буріння свердловин шляхом руйнування гірських порід за рахунок обертання притиснутого до вибою породоруйнуючого інструменту (долота, бурової коронки).

## Історія
Див. також Історія розвитку обертального буріння

Рис. 2. — Схема бурової установки для глибокого обертального буріння
1 — долото; 2 — вибійний двигун; 3 — бурильна труба; 4 — бурильний замок; 5 — бурова лебідка; 6 — силовий привід бурової лебідки і ротора; 7 — вертлюг; 8 — талевий канат; 9 — талевий блок; 10 — гак;
11 — гнучкий буровий шланг; 12 — ведуча труба; 13 — ротор; 14 — бурова вежа; 15 — жолобна система; 16 — маніфольд; 17 — буровий насос; 18 — силовий привод бурового насоса; 19 — приймальна ємність

Із збільшенням середньої глибин нафтових свердловин, яка в 1900 р. сягнула близько 300 м, стають відчутнішими вади ударного способу буріння. Інженерні розрахунки й практика показували, що на великих глибинах, через великі механічні втрати в системі «долото — бурильна колона — поверхневе обладнання» втрачається ефективність ударного буріння. Також із збільшенням глибини свердловин різко збільшуються пластові тиски, що унеможливлює застосування ударного буріння.
Тому на зміну ударному способу прийшло обертове буріння, при якому одночасно відбувається руйнування гірської породи і винесення її на поверхню потоком промивальної рідини. У 1846 р. французький інженер Фовель винайшов спосіб очистки бурових свердловин водним струменем, що подавався насосом з поверхні в порожнисту штангу (перший успішний досвід буріння з промивкою Фовель здійснив при бурінні артезіанської свердловини в монастирі Св. Домініка у Перпіньяні, Франція). Наприкінці 1880-х рр. у Новому Орлеані (Луїзіана, США) починає впроваджуватися роторне буріння на нафту із застосуванням лопатних доліт і промиванням глинистим розчином. У 1902 р. першу нафтову свердловину пройшли обертальним (роторним) способом на Кавказі в районі Грозного (глибина 345 м).
Для успішного впровадження обертового способу буріння першорядне значення мало винайдення ефективного бурового долота. У 1908 р. американський інженер Говард Хьюз (рис. 1.8) винайшов три-конусне шарошечне долото «Шарп-Хьюз», чим створив справжню революцію в техніці й технології буріння, відкривши нову еру обертового буріння свердловин. Створений ним механізм перетворював обертовий рух корпусу долота в ударну дію на вибій свердловини робочих елементів (зубків шарошок) з високою частотою, що давало небачений раніше ефект руйнування гірської породи. Швидкість руйнування при застосуванні вже перших двоконусних конструкцій шарошки Хьюза в 10 разів перевищила найкращий буровий інструмент свого часу. Крім того шарошка Хьюза відкрила можливість руйнувати особливо міцні породи, які до того вважалися неприступними (у 1909 р. Хьюз забезпечив перше морське буріння в Техасі по надміцних породах). Одним з найбільш відомих напівжартів Хьюза була «тверда обіцянка» пробурити свердловину до центру Землі.
Рисунок 1.8 — Перше шарошкове долото «Шарп-Хьюз»
У 1920-ті рр. були створені кільцеві бурові коронки, армовані твердосплавними різцями (ідея німецького інженера Ломана), а в 1940 рр. — дрібноалмазні бурові коронки й долота (робоча частина інструменту — м'яка металокерамічна матриця, в яку впресовані дрібні кристали алмазів, що можуть руйнувати гірські породи будь-якої міцності). Це відобразилось на сучасних конструкціях шарошок.
Однією зі складних проблем, які виникали при бурінні свердловини, особливо при роторному способі, була проблема герметизації затрубного простору між обсадними трубами і стінкою свердловини. Першу ізоляційну операцію із застосуванням портландцементу було виконано у США у 1903 р. на свердловині площі Лаптос (Каліфорнія). Технічно цю ж проблему було вирішено в 1906 р. інженером А. Богушевським закачуванням цементного розчину в обсадну колону з подальшим витісненням його через низ колони в затрубний простір. У 1910 р. аналогічний спосіб цементування шляхом застосування двох роздільних пробок запропонував американський інженер А. Перкінс з Каліфорнії.
У 1918 р. на Прикарпатті започатковано тампонування свердло-вин за методом А. Перкінса (назва свердловини не збереглась). Цей спосіб і донині залишається основним при будівництві свердловин.

## Сучасні різновиди обертального буріння
При обертальному бурінні руйнування породи відбувається в результаті одночасної дії на долото осьового навантаження і крутного моменту. Під дією навантаження долото втискується в породу, а під дією крутного моменту — сколює її.
Основні різновиди обертального буріння:
- роторне (обертання передається інструменту через бурильну колону ротором, встановленим у буровій вежі),
- турбінне (обертання інструмента двигуном-турбобуром безпосередньо у вибої),
- роторно-турбінне (обертання інструмента турбобуром, встановленим у вибійному агрегаті, що обертається через колону ротором),
- реактивно-турбінне (обертання інструмента турбобуром, агрегат обертається від реактивних моментів), електробуріння (обертання інструмента електромотором безпосередньо у вибої),
- буріння об'ємним двигуном (обертання інструмента ґвинтовим гідравлічним двигуном у вибої).

## Принцип
Обертальне буріння неглибоких (головним чином вибухових) свердловин здійснюється шляхом передачі обертового моменту через штангу від бурового верстата до породоруйнуючого інструмента шарошкового або лопатевого типу. Обертання бурового інструмента в комбінації з ударом застосовують, наприклад, при обертально-ударному та ударно-обертальному бурінні. У залежності від глибини буріння потужність бурових установок, що використовуються для обертального буріння становить від декількох десятків кВт до тисяч кВт.
Обертове (обертальне) буріння суцільним вибоєм сьогодні є основним способом, який використовується в практиці, на його частку припадає понад 90 % всього виконуваного обсягу робіт.

### Порядок операцій
При роторному бурінні (рис. 2.) потужність від двигунів 6 пе-редається через лебідку 5 до ротора 13 — спеціального обертального механізму, встановленого над гирлом свердловини в центрі вежі. Ротор обертає бурильну колону і прикріплене до неї долото 1. Бурильна колона складається з ведучої труби 12 і бурильних труб 3.
При бурінні вибійними двигунами долото 1 нагвинчується на вал вибійного двигуна 2, а бурильна колона з'єднується з його корпусом. При роботі вибійного двигуна бурильна колона і корпус двигуна не обертаються, а обертається вал двигуна з долотом.
При бурінні з відбором керну у компоновці низу бурильної колони (КНБК) використовуються колонкові снаряди для відбору взірців гірської породи, а замість долота використовуються бурильні головки.
Характерною особливістю обертального буріння є промивання свердловини водою або спеціальною промивальною рідиною протягом усього періоду роботи долота на вибої.
Для цього два (рідше один або три) бурові насоси 17 (рис. 2.), що приводяться в дію від двигунів 18, нагнітають промивальну рідину по трубопроводу високого тиску (маніфольда) 16 в стояк-трубу, встановлену в правому куті вежі, далі в гнучкий буровий шланг 11, вертлюг 7 і в бурильну колону. Досягнувши долота, промивальна рідина проходить через промивальні отвори і по кільцевому простору між стінкою свердловини і бурильною колоною піднімається на поверхню, захоплюючи з собою частинки вибуреної породи. Далі в жолобній системі 15 і в системі очищення промивальна рідина очищується від вибуреної породи і надходить у приймальну ємність бурових насосів 19 звідки знову закачується у свердловину.
У міру поглиблення свердловини бурильна колона, підвішена до талевої системи, що складається з кронблока, талевого блока 9, гака 10 і талевого каната 8, подається у свердловину. Коли ведуча труба 12 увійде у ротор 13 на всю довжину, включають лебідку, піднімають бурильну колону на довжину ведучої труби і підвішують бурильну колону з допомогою елеватора або клинів на столі ротора.
Потім відгвинчують ведучу трубу 12 і разом з вертлюгом 7 спускають у шурф (обсадну трубу, встановлену в похилу свердловину), довжина якого дорівнює довжині ведучої труби.
Шурф буриться під час монтажу бурової установки у правому куті основи вежі приблизно на середині віддалі від центра до її ноги. Після цього бурильну колону нарощують шляхом пригвинчування до неї бурильної труби, довжиною приблизно 12 м, знімають з елева-тора або клинів, спускають у свердловину на довжину нарощеної труби, підвішують з допомогою елеватора або клинів на столі ро-тора. Потім із шурфа піднімають ведучу трубу з вертлюгом, пригвинчують її до бурильної колони, звільняють бурильну колону від клинів або елеватора, опускають долото до вибою і продовжують процес буріння.
Для заміни зношеного долота із свердловини піднімають всю бурильну колону, замінюють долото і знову опускають колону. Спуско-підіймальні роботи ведуть також з допомогою талевої системи. При обертанні барабана лебідки талевий канат намотується на барабан або змотується з нього, що і забезпечує підйом або спуск талевого блока і гака. До гака за допомогою штропів і елеватора підвішують бурильну колону, яка піднімається або опускається.
При підйомі бурильну колону розгвинчують на секції, довжина яких визначається висотою вежі (близько 25 м при висоті вежі 41 м). Відгвинчені секції, що називаються свічками, встановлюють у ліхтарі вишки на спеціальному підсвічнику.